# Tenball

Stół do Tenball z bilami w pozycji początkowej.

Tenball (z ang. dziesiąta bila) – gra bilardowa i turniej stworzony w 1995 roku w formie telewizyjnego show. Gra w dużej mierze bazowała na snookerze, przy czym czerwone bile były ułożone w innym miejscu, a najwyżej punktowaną bilą była dziesiątka (bila za 10 punktów).
W pierwszym i jedynym rozegranym turnieju wygrał Anglik Jimmy White, który w finale pokonał 3:1 Ronniego O'Sullivana.

## Historia i twórcy

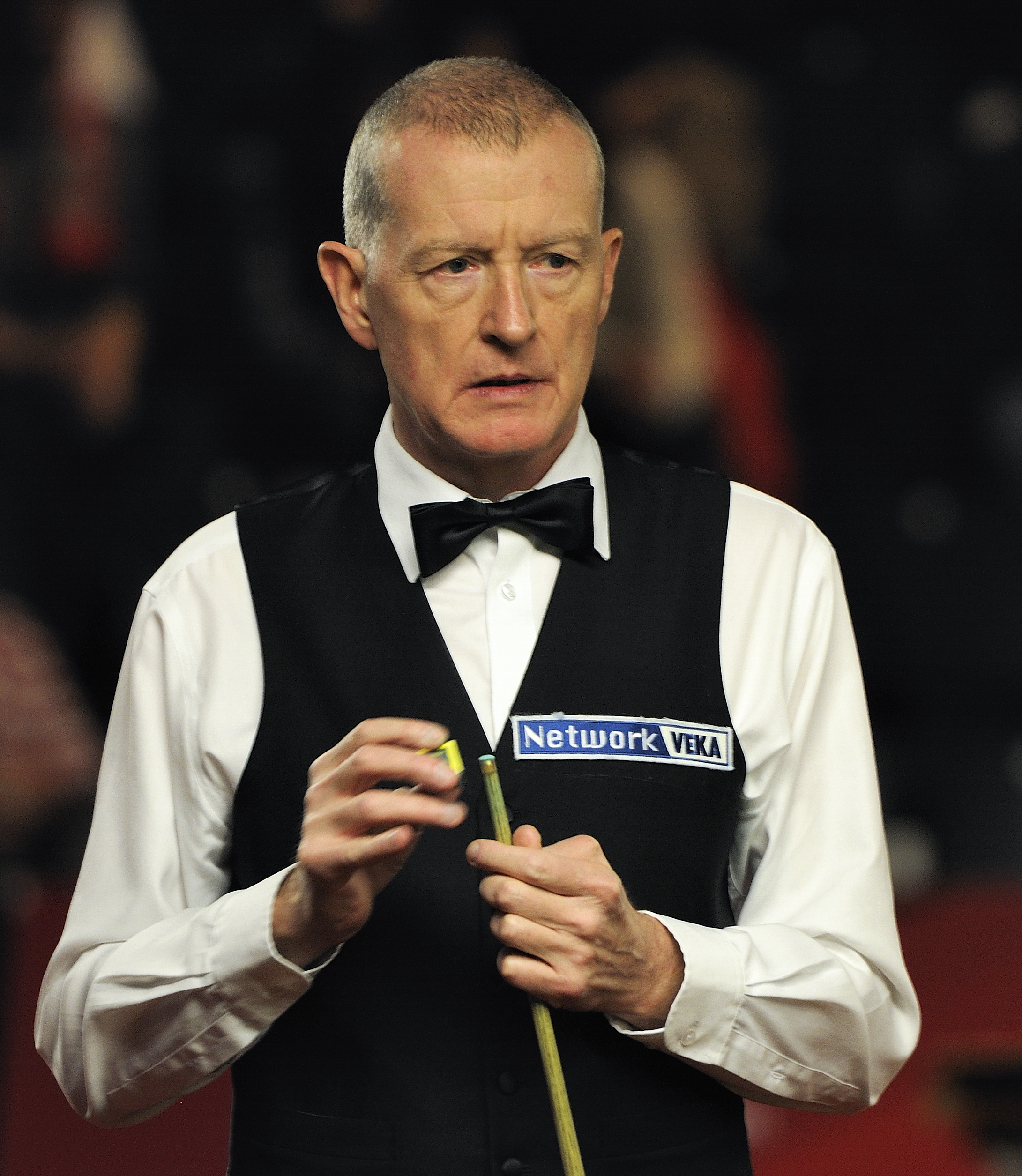
Steve Davis – twórca zasad Tenball.

Tenball powstał w 1995 roku i miał mieć formę przypominającą teleturniej. Program został stworzony na potrzeby brytyjskiej sieci telewizyjnej ITV i odtwarzany był przez London Weekend Television.
Zasady gry zostały stworzone przez kilkukrotnego mistrza świata w snookerze Steve'a Davisa. W organizację imprezy zaangażowany był m.in. Barry Hearn. Gospodarzem serialu był Phillip Schofield, a scenografię zaprojektował Andy Walmsley.

## Zasady
Gra była w pewnym stopniu odmianą snookera połączoną z dziewiątką, z czego główną zmianą wizualną była dodatkowa bila żółto-czarna za 10 punktów oraz ułożenie bil czerwonych. Dziesiątka jest ułożona na środku stołu z ułożonymi wokół 15. bilami czerwonymi w formie rombu.
Podobnie jak w snookerze czerwone wbija się na zmianę z tzw. kolorowymi bilami. Podobnie również czerwone są warte 1 punkt.
Gracz musi na początku uderzyć szczytową bilę czerwoną i przy rozbiciu co najmniej 4 bile czerwone muszą uderzyć w bandy lub wpaść do łuzy. Tym samym nie jest możliwa część zagrań taktycznych używanych w snookerze.
Znacząco inne są zasady punktacji bil kolorowych. Pierwsza wbita bila kolorowa decyduje o tym za ile liczone są pozostałe bile w breaku. Zielona liczona jest za 3 punkty, bila brązowa za 4 punkty, niebieska 5 punktów, różowa 6 punktów, czarna 7 punktów.
Zasady fauli są podobne, ale dodatkowo faulem jest również, gdy po uderzeniu żadna bila nie wpadnie do łuzy, ani nie dotknie bandy. Ponadto po faulu gracz może wybrać czy woli otrzymać 10 punktów, czy zagrać z ręki.
Gracze rywalizujący w pierwszym turnieju grali do 3 wygranych frejmów. Break maksymalny mógł wynieść 200 punktów (15 za czerwone, 150 za kolory wbijane po czerwonych i 35 za serię kolorowych).

## Nagrody pieniężne

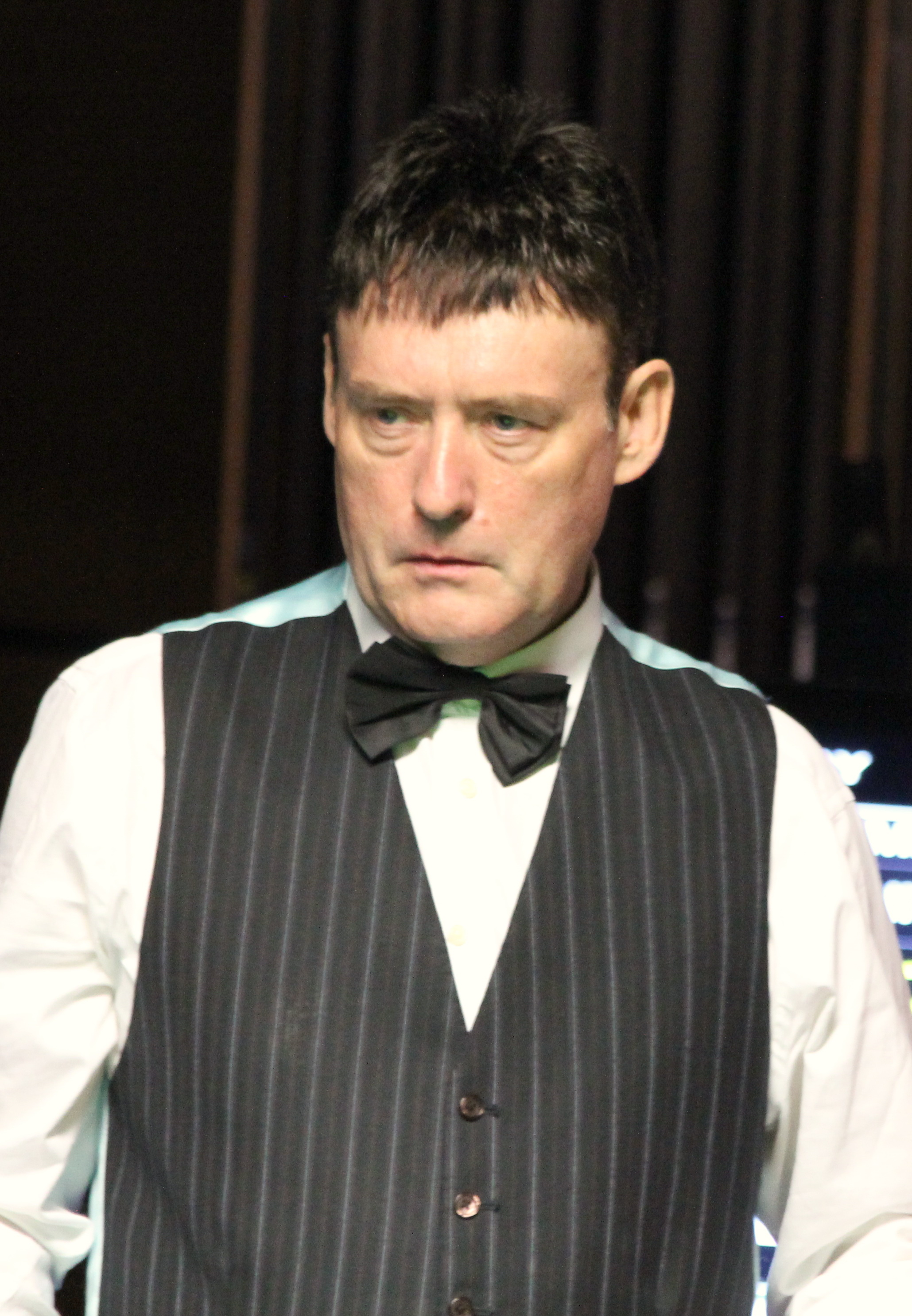
Jimmy White, który wygrał turniej, pokonując w finale Ronniego O'Sullivana.

Pula nagród w turnieju wynosiła oficjalnie 30 000 funtów, z czego 10 000 funtów miało być przyznane za break maksymalny, a dla zwycięzcy turnieju nagroda wynosiła 20 000 funtów. Gaże za udział nie zostały ujawnione.

## Wyniki
Ośmiu zawodników rywalizowało w turnieju Tenball w 1995 roku. W półfinale Jimmy White pokonał Tony'ego Drago wynikiem 3:1, a Ronnie O'Sullivan pokonał Stephena Hendry'ego 3:1. W finale Jimmy White zwyciężył z Ronniem O'Sullivanem 3:1.
Najwyższy break turnieju osiągnął Peter Ebdon z wynikiem 122 punktów z możliwych 200 punktów.
|  |                             |                             |                             |                   |   |                          |                          |                          |  |  |                       |                       |                       |
|  | Ćwierćfinał (do 3 frame'ów) | Ćwierćfinał (do 3 frame'ów) | Ćwierćfinał (do 3 frame'ów) |                   |   | Półfinał (do 3 frame'ów) | Półfinał (do 3 frame'ów) | Półfinał (do 3 frame'ów) |  |  | Finał (do 3 frame'ów) | Finał (do 3 frame'ów) | Finał (do 3 frame'ów) |
|  | Ćwierćfinał (do 3 frame'ów) | Ćwierćfinał (do 3 frame'ów) | Ćwierćfinał (do 3 frame'ów) |                   |   | Półfinał (do 3 frame'ów) | Półfinał (do 3 frame'ów) | Półfinał (do 3 frame'ów) |  |  | Finał (do 3 frame'ów) | Finał (do 3 frame'ów) | Finał (do 3 frame'ów) |
|  |                             |                             |                             |                   |   |                          |                          |                          |  |  |                       |                       |                       |
|  |                             |                             |                             |                   |   |                          |                          |                          |  |  |                       |                       |                       |
|  | Steve Davis                 | Steve Davis                 | 1                           |                   |   |                          |                          |                          |  |  |                       |                       |                       |
|  | Steve Davis                 | Steve Davis                 | 1                           |                   |   |                          |                          |                          |  |  |                       |                       |                       |
|  | Tony Drago                  | Tony Drago                  | 3                           |                   |   |                          |                          |                          |  |  |                       |                       |                       |
|  | Tony Drago                  | Tony Drago                  | 3                           |                   |   | Tony Drago               | Tony Drago               | 1                        |  |  |                       |                       |                       |
|  |                             |                             |                             |                   |   | Tony Drago               | Tony Drago               | 1                        |  |  |                       |                       |                       |
|  |                             |                             | Jimmy White                 | Jimmy White       | 3 |                          |                          |                          |  |  |                       |                       |                       |
|  | Jimmy White                 | Jimmy White                 | Jimmy White                 | Jimmy White       | 3 | 3                        |                          |                          |  |  |                       |                       |                       |
|  | Jimmy White                 | Jimmy White                 |                             |                   |   |                          |                          |                          |  |  |                       |                       |                       |
|  | Alex Higgins                | Alex Higgins                | 0                           |                   |   |                          |                          |                          |  |  |                       |                       |                       |
|  | Alex Higgins                | Alex Higgins                | 0                           |                   |   | Jimmy White              | Jimmy White              | 3                        |  |  |                       |                       |                       |
|  |                             |                             |                             |                   |   |                          |                          |                          |  |  |                       |                       |                       |
|  |                             |                             | Ronnie O'Sullivan           | Ronnie O'Sullivan | 1 |                          |                          |                          |  |  |                       |                       |                       |
|  | John Parrott                | John Parrott                | Ronnie O'Sullivan           | Ronnie O'Sullivan | 1 | 1                        |                          |                          |  |  |                       |                       |                       |
|  | John Parrott                | John Parrott                |                             |                   |   |                          |                          |                          |  |  |                       |                       |                       |
|  | Ronnie O’Sullivan           | Ronnie O’Sullivan           | 3                           |                   |   |                          |                          |                          |  |  |                       |                       |                       |
|  | Ronnie O’Sullivan           | Ronnie O’Sullivan           | 3                           |                   |   | Ronnie O'Sullivan        | Ronnie O'Sullivan        | 3                        |  |  |                       |                       |                       |
|  |                             |                             |                             |                   |   | Ronnie O'Sullivan        | Ronnie O'Sullivan        | 3                        |  |  |                       |                       |                       |
|  |                             |                             | Stephen Hendry              | Stephen Hendry    | 1 |                          |                          |                          |  |  |                       |                       |                       |
|  | Stephen Hendry              | Stephen Hendry              | Stephen Hendry              | Stephen Hendry    | 1 | 3                        |                          |                          |  |  |                       |                       |                       |
|  | Stephen Hendry              | Stephen Hendry              |                             |                   |   |                          |                          |                          |  |  |                       |                       |                       |
|  | Peter Ebdon                 | Peter Ebdon                 | 1                           |                   |   |                          |                          |                          |  |  |                       |                       |                       |
|  | Peter Ebdon                 | Peter Ebdon                 | 1                           |                   |   |                          |                          |                          |  |  |                       |                       |                       |